# Faustino (usurpador)
Faustino (em latim: Faustinus) foi um usurpador no Império das Gálias contra o imperador Tétrico I (r. 271–274).

## Vida
Quase nada se sabe sobre ele, nem sequer seu nome completo ou onde e quando nasceu. De acordo com Polêmio Sílvio, rebelou-se em Augusta dos Tréveros, capital provincial da Gália Bélgica. Segundo Aurélio Victor, era governador provincial sob Tétrico I, talvez o presidente da Gália Bélgica quando a revolta começou. A cronologia de sua usurpação é disputada, mas talvez ocorreu na primavera ou início do verão de 274. Segundo Zonaras, ao vencer Tétrico em Châlons, o imperador Aureliano (r. 270–275) rapidamente esmagou uma segunda revolta na Gália, o que talvez reflete a continuidade da revolta de Faustino por mais algum tempo depois da rendição de Tétrico no verão daquele ano. As ações e destino de Faustino são desconhecidos.